# Gorna Krepost, Kărdjali
Gorna Krepost (în bulgară Горна Крепост) este un sat în comuna Kărdjali, regiunea Kărdjali,  Bulgaria. 

## Demografie
Componența etnică a satului Gorna Krepost
     Turci (98,34%)
     Nicio identificare (1,65%)
     Altele (0%)
La recensământul din 2011, populația satului Gorna Krepost era de 241 locuitori. Din punct de vedere etnic, majoritatea locuitorilor (98,34%) erau turci. Pentru 1,65% din locuitori nu este cunoscută apartenența etnică.